# Otto-Bauer-Plakette
Die Otto-Bauer-Plakette für Verdienste im Kampf gegen Rechtsradikalismus und Faschismus ist eine österreichische Auszeichnung und wurde 1969 vom Bund sozialistischer Freiheitskämpfer gestiftet. Otto Bauer war ein führender Theoretiker des Austromarxismus hat zeitlebens gegen autoritäre, diktatorische und faschistische Tendenzen in der Politik gekämpft. Im Februar 1934 scheiterte er gemeinsam mit seinen Genossen im Kampf gegen den Austrofaschismus und musste ins Ausland flüchten. Im Exil baute er dann mit anderen die Auslandsvertretung der österreichischen Sozialisten auf. Am 5. Juli 1938 erlag Otto Bauer in Paris einem Herzinfarkt.
Die Otto-Bauer-Plakette ist Mitgliedern der Sozialdemokratischen Partei Österreichs (SPÖ) vorbehalten. Sie wurde und wird vorrangig an Widerstandskämpfer, Überlebende des Holocaust und Zeitzeugen verliehen, aber auch an später Geborene, die sich Verdienste im Kampf gegen Rechtsradikalismus und Faschismus erworben haben. Seit 2001 werden auch Nicht-Österreicher ausgezeichnet. Die feierliche Überreichung erfolgt fallweise im KZ Mauthausen.
2014 wurde weiters die Schaffung einer Rosa-Jochmann-Plakette beschlossen. Diese wird seit 2015 verdienten Antifaschisten innerhalb und außerhalb der Sozialdemokratie verliehen.

## Träger der Auszeichnung
Ohne Anspruch auf Vollständigkeit. An der Vervollständigung dieser Liste wird gearbeitet.
- (ohne Jahr) Frieda Nödl, Widerstandskämpferin, Landtagsabgeordnete SPÖ
- 1979 Hugo Pepper, Widerstandskämpfer, Bundesvorsitzender, Volksbildner und Publizist[3]
- 1998 Rudolf Gelbard, Holocaust-Überlebender und Zeitzeuge, Mitglied des Bundesvorstandes
- 2001 Albert Schwägerl, erster nicht-österreichischer Träger der Otto-Bauer-Plakette, Ehrung für seinen Einsatz für das KZ Flossenbürg und den SP-Gedenkstein im KZ Flossenbürg
- 2006 Leopold Grausam, jun., Bildhauer
- 2007 Karl Gruber, Landesvorsitzender NÖ, Mitglied des Bundesvorstandes
- 2007 Edith Krisch, Bundessekretärin, Mitglied der Opferfürsorgekommission, der Rentenkommission und der Arbeitsgemeinschaft der Opferverbände
- 2007 Herta Slabina, Bundesfinanzreferentin Mitglied des Bundesvorstandes
- 2007 Manfred Scheuch, Chefredakteur der Mitgliederzeitschrift "Der sozialdemokratische Kämpfer"
- 2009 Ernst Woller, Wiener Landespolitiker

2010
| - Ossi Bazant, Volksbildner - Norbert Darabos, Verteidigungsminister |  | - Harry Kopietz - Werner Faymann, Bundeskanzler |

2011
| - Karl Hauer, Leiter des Bezirksmuseums Landstraße - Ernst Jaritz |  | - Theo Maier - Hermine Moser, Hietzinger Bezirkspolitikerin |

2012
| - Walter Guggenberger, Tiroler Landespolitiker - Anton Heinzl, Nationalratsabgeordneter - Josef Ostermayer, Staatssekretär |  | - Barbara Prammer, Nationalratspräsidentin, Vorsitzende des Nationalfonds - Gerhard Schmid, Vorsitzender der SPÖ Hietzing - Engelbert Stenico, Bürgermeister von Landeck |

2013
- Sigrid Marinell, Tiroler Politikerin

2014
- Albin Slabina

2015
- Marko Feingold, Vorsitzender der Israelitischen Kultusgemeinde Salzburg
- Andreas Mailath-Pokorny

2016
- Herbert Moritz[5]

2019
- Jean Ziegler, Schweizer Soziologe[6]

2020
- Franz Sachernegg[7]
- Heidrun Silhavy

2022
- Laurien Janina Scheinecker

2023
- Robert Patocka

Träger der Auszeichnung, deren Ehrung bislang noch nicht datiert werden konnte:
- Lore Hostasch, Sozialministerin
- Rosa Jochmann, Widerstandskämpferin, Nationalratsabgeordnete, Holocaust-Überlebende und Zeitzeugin, Gründerin und langjährige Vorsitzende des Bundes Sozialdemokratischer Freiheitskämpfer, Opfer des Faschismus und aktiver Antifaschisten, Initiatorin Opferfürsorgegesetz
- Albert Langanke, Generalsekretär des Internationalen Mauthausen Komitees
- Hans Pawlik, Gewerkschafter und Widerstandskämpfer gegen den Austrofaschismus
- Karl Steinocher, Salzburger Landespolitiker
- Willi Wagner, Gründer der „Arbeitsgruppe gegen Rechts“, Mitglied des Bundes sozialdemokratischer Freiheitskämpfer, im Bundesvorstand

## Nachweise
1. ↑  Der sozialdemokratische Kämpfer, N. 4-5-6, 2014, Seite 2
2. ↑  Rosa Jochmann 1901–1994, Nie wieder Faschismus (Memento des Originals vom 10. Juni 2021 im Internet Archive)  Info: Der Archivlink wurde automatisch eingesetzt und noch nicht geprüft. Bitte prüfe Original- und Archivlink gemäß Anleitung und entferne dann diesen Hinweis.. In: rosajochmann.at, Verein für Geschichte der ArbeiterInnenbewegung Wien, abgerufen am 10. Juni 2021.
3. ↑  Wiener Ehrungen für Hilde Sochor, Wolfgang Glück und Hugo Pepper. Archivmeldung der Wiener Rathauskorrespondenz vom 3. Dezember 2004.
4. ↑  Freiheitskämpferkonferenz, APA, 27. November 2010.
5. ↑  Herbert Moritz - Ex-SPÖ-Bildungsminister wurde 90 in den Salzburger Nachrichten vom 3. April 2017, abgerufen am 21. Jänner 2018.
6. ↑  "Begegnung mit Jean Ziegler" am 2. April 2019, SPÖ, abgerufen am 7. Mai 2019.
7. ↑  Otto Bauer-Plakette für Franz Sachernegg. Abgerufen am 20. Juni 2020.